# André Fourie
André Fourie (né le 15 mars 1944 à Pretoria) est un homme politique sud-africain, membre successivement du parti uni, du parti national, du Nouveau Parti national et du front de la liberté. Membre de la chambre de l'assemblée du parlement pour Turffontein (de 1971 à 1974 puis de 1981 à 1994) puis de l'assemblée nationale du parlement (1994-1999), André Fourie fut ministre des régions et des affaires foncières dans le gouvernement de Frederik de Klerk et est conseiller municipal (FF) de la ville du Cap de mars 2009 à aout 2016. 

## Biographie
André Fourie commence sa carrière politique national en 1971 en tant que député de Turffontein (quartier de Johannesburg) sous les couleurs du parti uni avant d'être battu par Marais Steyn lors des élections générales sud-africaines de 1974. Après s'être éloigné provisoirement de la vie politique, il est de nouveau réélu en 1981 cette fois sous les couleurs du parti national. 
En septembre 1989, André Fourie entre au nouveau gouvernement sud-africain présidé par Frederik de Klerk en tant que ministre adjoint de la planification et des affaires provinciales, chargé notamment de l'habitation des populations en zone urbaine. En mai 1990, ses fonctions sont circonscrites à la planification. En juillet 1991, il est nommé ministre-adjoint au logement et aux affaires provinciales. En juin 1992, il devient ministre adjoint au développement régional. En 1993, il est nommé ministre des régions et des affaires foncières. Son expérience gouvernementale prend fin en avril 1994. 
André Fourie devient alors le chef du parti national puis du Nouveau Parti national (NNP) du nord-Transvaal. En 1999, il est le candidat tête de liste du NNP dans sa province mais n'est pas élu. En retrait de la vie politique, il reste fidèle au NNP jusqu'à sa dissolution annoncée en 2004 par Marthinus van Schalkwyk à laquelle il s'oppose. Fourie refuse alors de rejoindre le congrès national africain et, après avoir envisagé de diriger un nouveau parti national reconstitué, il rejoint le front de la liberté. 
En mars 2009, André Fourie succède à Dirk Smit comme seul élu du front de la liberté au conseil municipal du Cap où il est membre de la majorité municipale dirigée par Helen Zille. 
Lors des élections nationales d'avril 2009, il est candidat en 9e position (non éligible) sur la liste nationale du front de la liberté. À la suite de l'entrée de Pieter Mulder, le chef du front de la liberté, dans le gouvernement de Jacob Zuma (ANC), Fourie est exclu de la coalition dirigeant la municipalité du Cap (opposition). 
Néanmoins, en aout 2009, bénéficiant de divisions entre l'alliance démocratique et ses partenaires ainsi que du soutien des élus de l'ANC, Fourie est élu président de l'assemblée municipale d'Helderberg, une subdivision de la métropole du Cap.
Réélu au Cap pour le front de la liberté lors des élections municipales sud-africaines de 2016, il décide de se renoncer à son siège, lequel est alors attribué par son parti à Erika Botha-Rossouw, une dirigeante d'une ONG afrikaans dans la province du Cap-Occidental.